# Henry Lee Lucas
Henry Lee Lucas (Virginia, 23 de agosto de 1936 - Texas, 12 de marzo de 2001) fue un asesino en serie estadounidense que mató a su madre en 1960, y a dos mujeres en 1983. Confesó ser el responsable de la muerte de más de 600 personas a lo largo de Florida, Luisiana, Oklahoma y Virginia Occidental. Fue encontrado culpable de asesinar a 11 personas, pero fue condenado a muerte por un solo caso con una víctima entonces no identificada (luego identificada en 2019 como Debra Jackson), sentencia que más tarde fue conmutada a cadena perpetua
Con el paso del tiempo el procurador general de Texas confirmó que Lucas realmente era un mitómano y que únicamente había cometido 3 asesinatos con certeza. Luego el propio Lucas se retractó de todo, a excepción de su confesión de haber asesinado a su madre. Murió de insuficiencia cardíaca en 2001.

## Infancia
Henry Lee Lucas era el prototipo de psicópata sádico con un historial realmente sangriento, ya que desde su niñez creció en un entorno familiar totalmente desestructurado, repleto de abusos, crueldad y humillación y por tal razón, se convirtió en un sádico asesino en especial hacia las mujeres.
Siendo un niño no deseado, era golpeado frecuentemente por su madre, y sometido a maltrato psicológico: continuamente lo vestía como a una niña, forzándolo a ver cómo ejercía su trabajo de prostituta. La madre también golpeaba al padre, alcohólico, a quien faltaban las piernas y utilizaba un carrito para desplazarse. Desnutrido, y sin educación, nunca desarrolló una habilidad que pudiera dar algún significado o valor a su vida. Sus primeras experiencias sexuales, aproximadamente a los 13 años, fueron con animales: violaba ovejas y perros, y desde el primer momento relacionó el sexo con la muerte.
En 1950 murió su padre en extrañas circunstancias: tras una discusión con Viola abandonó la casa, y al día siguiente fue encontrado congelado en el bosque. Tras su muerte Henry abandonó definitivamente su casa e inició una prolífica carrera delictiva con pequeños robos, ingresando pronto en reformatorios y finalmente en la cárcel. Salió en libertad por poco tiempo en 1959 y volvió a su casa donde, tras una fuerte discusión con su madre la asesinó seccionándole el cuello con una navaja.

## Actividad criminal
Fue sentenciado a ir a prisión, y posteriormente a 5 años en un hospital psiquiátrico, donde fue descrito como un psicópata suicida, sádico, y con desviaciones sexuales. Sin estar rehabilitado, fue puesto en libertad en 1970, y se fue a vivir con su hermana Opal y con el marido de ésta, quienes ya le creían rehabilitado, hasta que poco tiempo después mató a su perro. La siguiente reincorporación al mundo real fue diferente. Henry tenía ganas de formar una familia, una esposa que cuidase de él y unas preciosas hijas que le mostrasen su afecto, a poder ser de la forma más explícita. Como no podía esperar a crearla y engendrar esas hijas, fue directamente por una familia ya formada, y en 1977 se casó con la amiga de una de sus hermanas, y madre de dos hijas (Cindy de 8 años y Kathy de 9). Mientras su mujer salía a trabajar, Henry se quedaba en casa todo el día abusando de las niñas. Su idea era fornicar con ellas todo el día, pero la menor tenía mal carácter y se tuvo que conformar con abusar sólo de la mayor [cita requerida], aunque obligaba a Cindy a mirar cada vez que abusaba de su hermana. Aprovechó al máximo esta situación, pero acabó aburriéndose de la rutina sexual, por lo que finalmente se fue sin dar ninguna explicación. Debemos tener en cuenta que esta información proviene del mismo Henry, el cual fue considerado posteriormente como un mentiroso compulsivo con importantes trastornos mentales. Tras el acontecimiento de estos supuestos hechos, empezó a vagar con su coche por Estados Unidos y en Miami encontró al que iba a ser su inseparable amigo y amante,  Ottis, quien no tenía nada que envidiar a Henry. Era pirómano, caníbal, asesino, y ligeramente retrasado.

## Relación Henry-Ottis Toole
Ottis tenía un pasado bastante complejo: comenzó vistiéndose de niña a los 7 años, a los 11 su hermana mayor abusó de él, hasta que ésta ingresó en un reformatorio. Luego, mantuvo relaciones con un vecino homosexual, combinando sus aficiones sexuales con las de pirómano. Incendiaba una casa y cuando ésta ardía, Ottis se masturbaba contemplando el espectáculo. A los 13 años ofrecía felaciones a los borrachos de su barrio. Cometió varios robos y acabó en el reformatorio. Entró y salió varias veces más de la cárcel por diversos motivos. A pesar de ello, Ottis tenía responsabilidades: por el día cumplía rigurosamente con su jornada laboral, mientras que por la noche se dedicaba a sus aficiones pirómanas o a sus deseos sexuales.
Henry y Ottis formaron una pareja perfecta. Henry no era demasiado fuerte, pero sí inteligente, y Ottis era capaz de tumbar de un puñetazo a cualquiera, y al no ser demasiado inteligente vio en Henry a una especie de iluminado.
La autopista I-35, que cruzaba todo el país, se convirtió en su particular coto de caza privado. Viajaban en destartalados coches, y, para ahorrar en gastos, solían vivir y dormir en ellos. Como nunca se lavaban ni se cambiaban de ropa, el coche les permitía sobrevivir [cita requerida]. A pesar de su mal aspecto y su mal olor, eran simpáticos y sabían congeniar con las personas, y cuando se ganaban la confianza de alguien, mostraban el otro lado de su oscura personalidad matándole, abusando sexualmente de él y descuartizándolo. Nunca mataban a dos personas en el mismo sitio, y después de sus matanzas solían descuartizar los cadáveres y repartir los miembros por todo el país, lo que le hizo muy difícil a la policía la reconstrucción de los casos. La especial habilidad de Henry para matar y no ser descubierto les permitió cometer sus atrocidades por todos los Estados Unidos durante varios años.
A Henry le gustaba asesinar a mujeres de ojos grandes y grandes senos. Primero fornicaba con ellas, pero se quedaba insatisfecho, las acuchillaba o estrangulaba y luego las violaba, pues disfrutaba mucho más fornicando con un cadáver que con un ser vivo. Ottis, por su parte, prefería violar hombres, obtener placer sexual, y luego matarlos a tiros. No le gustaban los cuchillos, y disfrutaba con la sensación de "cowboy" que recorría su cuerpo después de matar a alguien disparando a bocajarro.
Otras veces, en señal de amistad, Henry ayudaba a Ottis en sus actividades pirómanas. La ocasión en la que más disfrutaron fue cuando quemaron una casa con un anciano dentro. Contemplaron desde la calle cómo el anciano pedía ayuda por la ventana y moría abrasado, y Ottis culminó la experiencia masturbándose allí mismo.
Las semanas en que Ottis regresaba a su casa a trabajar, Henry seguía en solitario, dedicándose exclusivamente a las mujeres. En una ocasión, en 1978, conoció a una chica en el estacionamiento de un edificio, y la invitó a subir a su casa. Con la única ayuda de su "encanto" personal, Henry la convenció de tener relaciones sexuales, y ella aceptó pensando que Henry era un tipo normal, pero cuando Henry comprobó, como de costumbre, que no podía llegar a la eyaculación, la acuchilló, volvió a penetrarla, y tras el clímax le clavó una navaja por el ano.
A principios de los años 1980, entró en escena la sobrina de Ottis, Becky Powell. Tenía 15 años, pero se comportaba como si tuviese 10. Ottis la invitó a acompañarlos en sus viajes y Becky aceptó encantada. Con ella innovaron en sus técnicas: el nuevo procedimiento consistía en enviar a Becky a llamar a las puertas de las casas, esperar a que abriesen, y entonces entrar todos en manada. Becky se lo tomaba como un juego, y pronto les cogió mucho cariño, especialmente a Henry, quien la convirtió en su novia oficial. Esa relación trajo problemas en la amistad entre Henry y Ottis, ya que Henry decidió tomarse en serio su nueva relación.
Al poco tiempo la pareja empezó a trabajar cuidando a una anciana, Kate Rich, con quien estuvieron varios meses, hasta que Henry decidió re-emprender el camino de nuevo, acabando en una granja de predicadores denominada House of Prayer. Vivieron allí hasta que Becky sintió nostalgia de su hogar, y pidió a Henry que la dejase ir a Florida a ver a su familia. La idea no le gustó a Henry, que sabía que si Becky iba con su familia, ésta le apartaría de él, pero finalmente acabó cediendo. Iniciaron el viaje en auto-stop hasta que tuvieron una discusión en medio de la autopista. Henry zanjó el asunto clavándole un cuchillo en el corazón, y seguidamente violó el cadáver. Según comentaría posteriormente, fue el mejor polvo con Becky. Acababa de cometer el mayor error de su vida. No contento con ello, fue a ver a Kate Rich, diciéndole que Becky quería verla, y en el camino hacia la granja Henry acuchilló a la anciana sin ningún motivo.

## Arresto y confesiones
El arresto sólo era cuestión de tiempo, ya que no era difícil relacionar lo acontecido. La policía no tardó en dar con él, y tras un par de interrogatorios dedujeron que tenían ante sí probablemente al asesino en serie más sanguinario de la historia de Estados Unidos. Henry estaba cansado, ya no tenía ganas de seguir asesinando. Confesó los asesinatos de Becky y Kate Rich, y docenas de asesinatos más de los que ni siquiera era sospechoso. Ottis también fue arrestado por pirómano, y confesó haber acompañado a Henry en muchas de sus matanzas. Ottis fue condenado a cadena perpetua por 6 asesinatos, y Henry a pena de muerte por 11. La sentencia estaba fijada para 1988, pero fue aplazada a última hora.
La policía cerró en total 213 asesinatos sin resolver como resultado de las confesiones de Lucas. Los intentos posteriores de determinar la participación de Lucas en sus crímenes confesos se complicaron cuando se descubrió que se le había dado acceso a información en los archivos de los casos en los que estaba confesando. Hugh Aynesworth y otros investigadores empezaron a cuestionar las confesiones de Henry debido a la enorme cantidad de inconsistencias, como la incapacidad de Henry para recorrer tantos kilómetros en tan poco tiempo entre los asesinatos que se los relacionaban. Tras hacerse públicas estas críticas, las autoridades empezaron a creer menos en las confesiones de Henry.
En su juicio, Lucas había sido encontrado culpable de 11 asesinatos, pero condenado a muerte por un solo, el de una víctima no identificada (luego identificada en 2019 como Debra Jackson). En 1998 se le concedió una suspensión de su sentencia de muerte después de que se descubrió que los detalles de su confesión procedían del expediente del caso que le habían dado a leer.
Tras su muerte, las pruebas de ADN desacreditaron la participación de Lucas en 8 de los 11 homicidios por los que fue condenado, incluyendo el de Debra Jackson.

## ¿Secta satánica?
Además de la crueldad de sus crímenes, los dos personajes confesaron un hecho muy inquietante: Ottis aseguraba tener relación con una secta satánica, para la cual los dos asesinos secuestrarían niños, con los cuales se llevarían a cabo sacrificios rituales, pornografía dura e incluso películas snuff, en las cuales se tortura a la víctima y se la mata lentamente mientras una cámara graba las escenas en un plano fijo.
Según unas declaraciones de Toole: 

Hubo una época en que ganábamos dinero vendiendo niños a México, que empleaban para películas porno... otros los vendían directamente a gente rica... teníamos una especie de altar y les rajábamos la garganta, bebíamos la sangre y a veces cocíamos los cadáveres... a veces los nuevos miembros cortaban los cuerpos antes de follárselos... y después follaban a los animales y los mataban... y después había una gran fiesta durante la cual comíamos a alguien y a los animales...

Este asunto presenta gran cantidad de dudas, pues la policía nunca pudo probar la existencia de este grupo de satanistas como estructura organizada.

## Muerte
El 12 de marzo de 2001, Henry murió en su celda tras un paro cardiaco.